# 基亚科约县

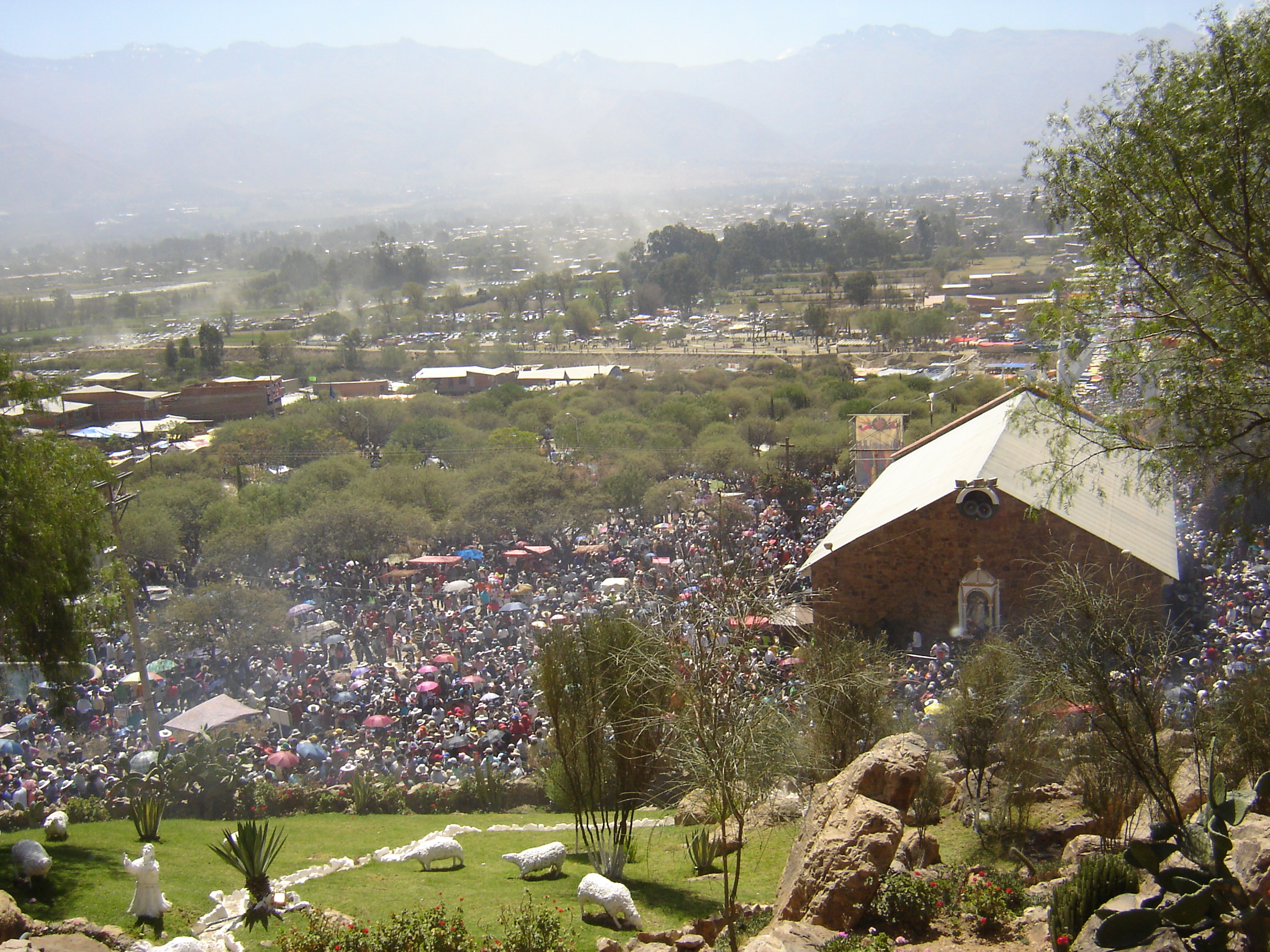

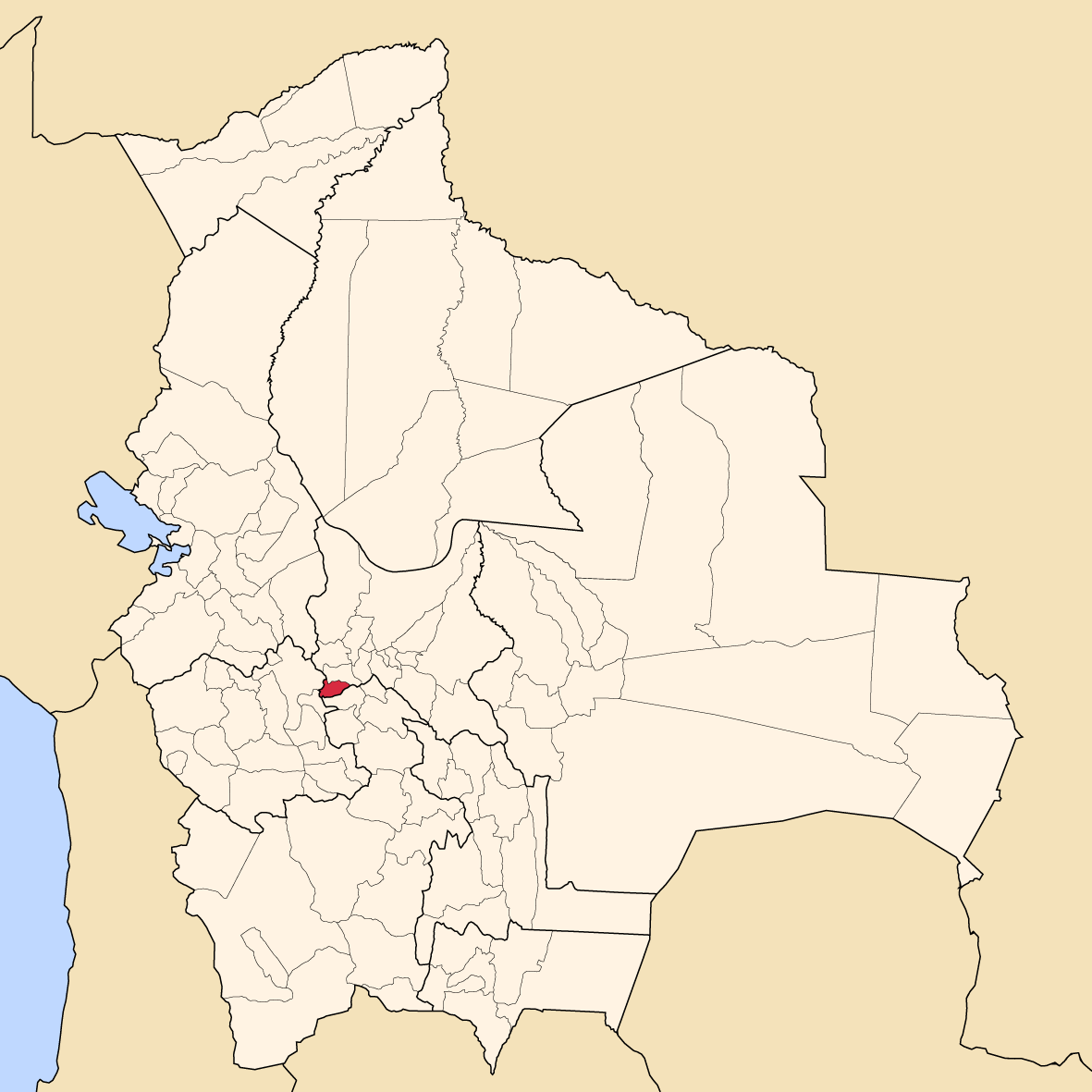

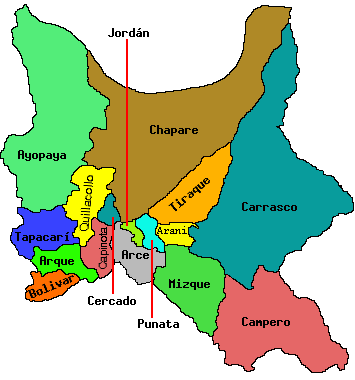

基亞科約县（西班牙語：Provincia de Quillacollo），是玻利維亞的县份，位於該國中部，屬於科恰班巴省的一部分，县府設於基亞科約，面積720平方公里，2001年人口246,803，人口密度每平方公里342.8人。